# Zemský okres Bitburg-Prüm
Zemský okres Bitburg-Prüm (německy Eifelkreis Bitburg-Prüm) je zemský okres v německé spolkové zemi Porýní-Falc. Sídlem správy zemského okresu je město Bitburg. Má přibližně 96 tisíc obyvatel. 

## Města a obce
Města:
1. Bitburg
2. Kyllburg
3. Neuerburg
4. Prüm
5. Speicher

Obce:
1. Affler
2. Alsdorf
3. Altscheid
4. Ammeldingen an der Our
5. Ammeldingen bei Neuerburg
6. Arzfeld
7. Auw an der Kyll
8. Auw bei Prüm
9. Badem
10. Balesfeld
11. Bauler
12. Baustert
13. Beilingen
14. Berkoth
15. Berscheid
16. Bettingen
17. Bickendorf
18. Biersdorf am See
19. Biesdorf
20. Birtlingen
21. Bleialf
22. Bollendorf
23. Brandscheid
24. Brecht
25. Brimingen
26. Buchet
27. Büdesheim
28. Burbach
29. Burg
30. Dackscheid
31. Dahlem
32. Dahnen
33. Daleiden
34. Dasburg
35. Dauwelshausen
36. Dingdorf
37. Dockendorf
38. Dudeldorf
39. Echternacherbrück
40. Echtershausen
41. Ehlenz
42. Eilscheid
43. Eisenach
44. Emmelbaum
45. Enzen
46. Ernzen
47. Eschfeld
48. Eßlingen
49. Etteldorf
50. Euscheid
51. Feilsdorf
52. Ferschweiler
53. Feuerscheid
54. Fischbach-Oberraden
55. Fleringen
56. Fließem
57. Geichlingen
58. Gemünd
59. Gentingen
60. Giesdorf
61. Gilzem
62. Gindorf
63. Gondenbrett
64. Gondorf
65. Gransdorf
66. Großkampenberg
67. Großlangenfeld
68. Habscheid
69. Halsdorf
70. Hamm
71. Hargarten
72. Harspelt
73. Heckhuscheid
74. Heilbach
75. Heilenbach
76. Heisdorf
77. Herbstmühle
78. Herforst
79. Hersdorf
80. Herzfeld
81. Holsthum
82. Hommerdingen
83. Hosten
84. Hütten
85. Hütterscheid
86. Hüttingen an der Kyll
87. Hüttingen bei Lahr
88. Idenheim
89. Idesheim
90. Ingendorf
91. Irrel
92. Irrhausen
93. Jucken
94. Karlshausen
95. Kaschenbach
96. Keppeshausen
97. Kesfeld
98. Kickeshausen
99. Kinzenburg
100. Kleinlangenfeld
101. Körperich
102. Koxhausen
103. Krautscheid
104. Kruchten
105. Kyllburgweiler
106. Lahr
107. Lambertsberg
108. Lascheid
109. Lasel
110. Lauperath
111. Leidenborn
112. Leimbach
113. Lichtenborn
114. Lierfeld
115. Ließem
116. Lünebach
117. Lützkampen
118. Malberg
119. Malbergweich
120. Manderscheid
121. Masthorn
122. Matzerath
123. Mauel
124. Meckel
125. Menningen
126. Merlscheid
127. Messerich
128. Mettendorf
129. Metterich
130. Minden
131. Mülbach
132. Mützenich
133. Muxerath
134. Nasingen
135. Nattenheim
136. Neidenbach
137. Neuendorf
138. Neuheilenbach
139. Niedergeckler
140. Niederlauch
141. Niederpierscheid
142. Niederraden
143. Niederstedem
144. Niederweiler
145. Niederweis
146. Niehl
147. Nimshuscheid
148. Nimsreuland
149. Nusbaum
150. Obergeckler
151. Oberkail
152. Oberlascheid
153. Oberlauch
154. Oberpierscheid
155. Oberstedem
156. Oberweiler
157. Oberweis
158. Olmscheid
159. Olsdorf
160. Olzheim
161. Orenhofen
162. Orlenbach
163. Orsfeld
164. Peffingen
165. Philippsheim
166. Pickließem
167. Pintesfeld
168. Pittenbach
169. Plascheid
170. Plütscheid
171. Preischeid
172. Preist
173. Pronsfeld
174. Prümzurlay
175. Reiff
176. Reipeldingen
177. Rittersdorf
178. Rodershausen
179. Röhl
180. Rommersheim
181. Roscheid
182. Roth an der Our
183. Roth bei Prüm
184. Sankt Thomas
185. Schankweiler
186. Scharfbillig
187. Scheitenkorb
188. Scheuern
189. Schleid
190. Schönecken
191. Schwirzheim
192. Seffern
193. Sefferweich
194. Seinsfeld
195. Seiwerath
196. Sellerich
197. Sengerich
198. Sevenig (Our)
199. Sevenig bei Neuerburg
200. Sinspelt
201. Spangdahlem
202. Steinborn
203. Stockem
204. Strickscheid
205. Sülm
206. Trimport
207. Übereisenbach
208. Uppershausen
209. Usch
210. Utscheid
211. Üttfeld
212. Waldhof-Falkenstein
213. Wallendorf
214. Wallersheim
215. Watzerath
216. Wawern
217. Waxweiler
218. Weidingen
219. Weinsheim
220. Wettlingen
221. Wiersdorf
222. Wilsecker
223. Winringen
224. Winterscheid
225. Winterspelt
226. Wißmannsdorf
227. Wolsfeld
228. Zendscheid
229. Zweifelscheid